# Esther Gil de Reboleño Lastortres
Esther Gil de Reboleño Lastortres (castellà: Esther Francisca Gil de Reboleño Lastortres)  (28 de febrer de 1973) és una sociòloga i política espanyola que va concórrer com a independent a les eleccions generals espanyoles de 2023 dins les llistes de la plataforma política Sumar encapçalada per Yolanda Díaz Pérez. Va ser escollida diputada per la província de Cadis a la XV Legislatura i, posteriorment, durant la constitució de les Corts Generals, fou elegida Vicepresidenta Tercera del Congrés dels Diputats.

## Biografia
Llicenciada en Ciències polítiques i Sociologia, va fundar amb dues sòcies la consultora Cadigenia, empresa amb seu a Cadis que elabora estratègies i formacions per a diverses empreses des d'un vessant creatiu i artístic i amb perspectiva feminista. De fet, Gil de Reboleño va ampliar la seva formació amb un Màster en gènere, identitat i ciutadania i ha coordinat alguns assaigs sobre aquesta matèria.
El 17 d'agost de 2023 fou escollida Vicepresidenta Tercera del Congrés dels Diputats després d'empatar en vots amb Marta González Vázquez, representant del Partit Popular que, al seu torn, fou nomenada Vicepresidenta Quarta de la cambra baixa.